# کوسوویتسا
کوسوویتسا (به صربی: Kosovica) یک روستا در صربستان است که در ایوانئیتسا واقع شده‌است.
 کوسوویتسا ۱۸٫۸۹ کیلومتر مربع مساحت و ۱۵۹ نفر جمعیت دارد.